# Utrechts volkslied
Langs de Vecht en d'oude Rijnstroom is het volkslied van de Nederlandse provincie Utrecht.
De tekst werd in 1952 door oud-hoofdambtenaar Jan Küppers geschreven op de melodie van Regent Square (Ere zij aan God, de Vader) van de 19e-eeuwse componist Henry Smart. Het lied werd nooit door het provinciebestuur officieel als volkslied aangenomen, wel werd het in 1953 in de provinciale almanak gepubliceerd.

## Tekst
I

Langs de Vecht en d'oude Rijnstroom

Strekt zich wijd het Stichtse land.

Willibrord ontstak uw fakkel,

Die onblusbaar verder brandt;

Waar 's lands Unie werd geboren,

Utrecht, hart van Nederland!

II

Utrecht, parel der gewesten,

'k Min Uw bos en lustwarand'.

'n Eigen stempel draagt Uw landschap:

Plas, rivier of heid' en zand,

Weid' en bongerd, bont verscheiden,

Utrecht, hart van Nederland!

III

Utrecht, nobel, nijver Utrecht,

Middelpunt naar alle kant,

Aan Uw eigen stijl en schoonheid

Houd ik steeds mijn zin verpand.

Blijv' in goed' en kwade dagen:

Utrecht, hart van Nederland!